# St. Stephan (Villanders)
St. Stephan ist die Hauptkirche der Pfarrei Villanders in Südtirol (Italien) im Eisacktal oberhalb von Klausen. Der Baustil der Kirche wurde im Laufe ihrer Geschichte mehrmals geändert. Erstmals erwähnt wurde die damals romanische Kirche im Jahr 1200. Die unteren Teile des Turms gehen noch auf diese Zeit zurück. Das heute erhaltene spätgotische Kirchengebäude stammt hauptsächlich aus dem frühen 16. Jahrhundert, die Ausstattung ist zu bedeutenden Teilen aus dem 19. Jahrhundert und im neugotischen Stil gehalten. Eine umfassende Restaurierung erfolgte im frühen 20. Jahrhundert nach einem Brand. Eine kulturhistorische Besonderheit ist der anliegende Friedhof mit seinen schmiedeeisernen und von den Grabhügeln abgewandten Grabkreuzen.

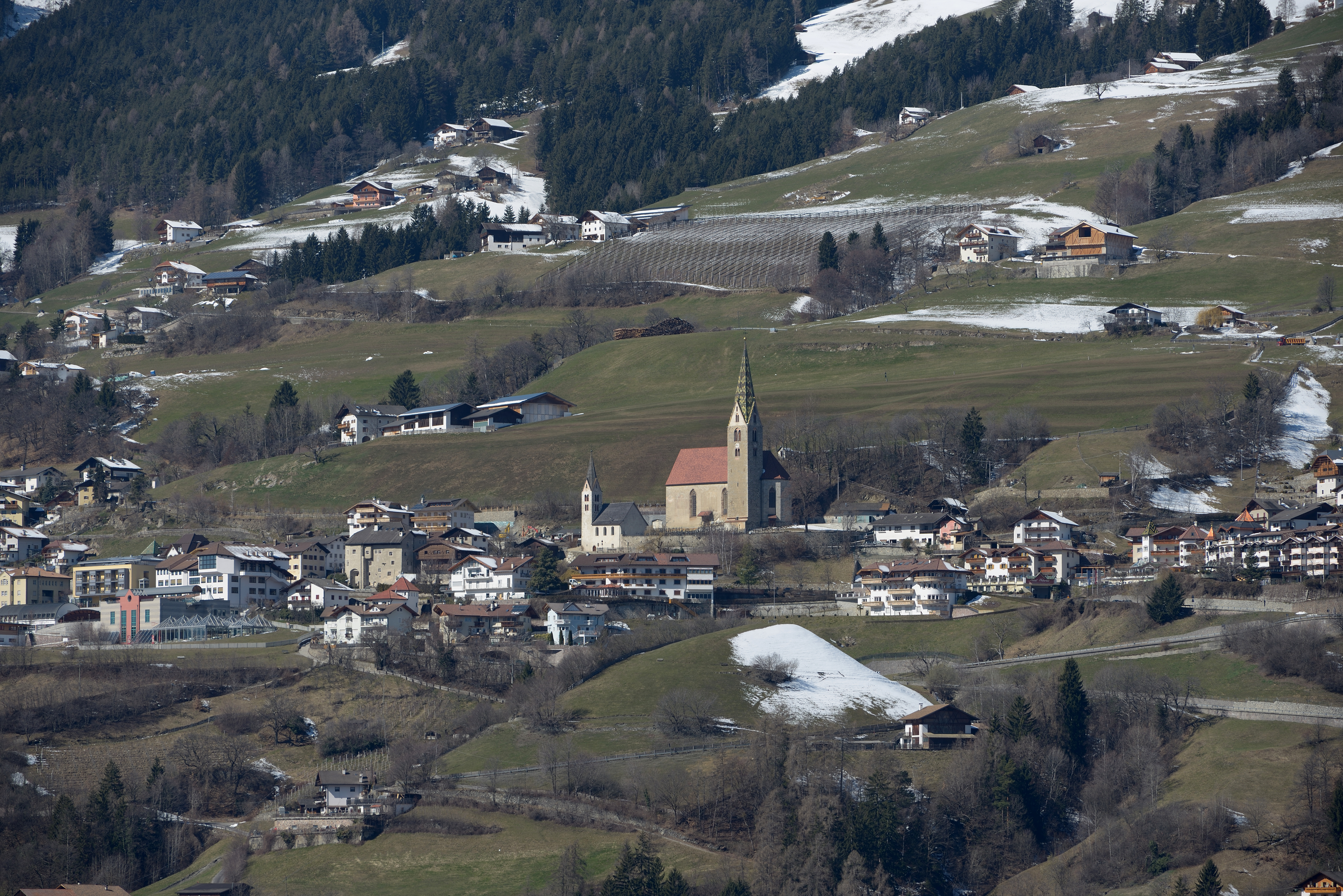
Villanders von Lajen aus gesehen, in der Bildmitte die Pfarrkirche

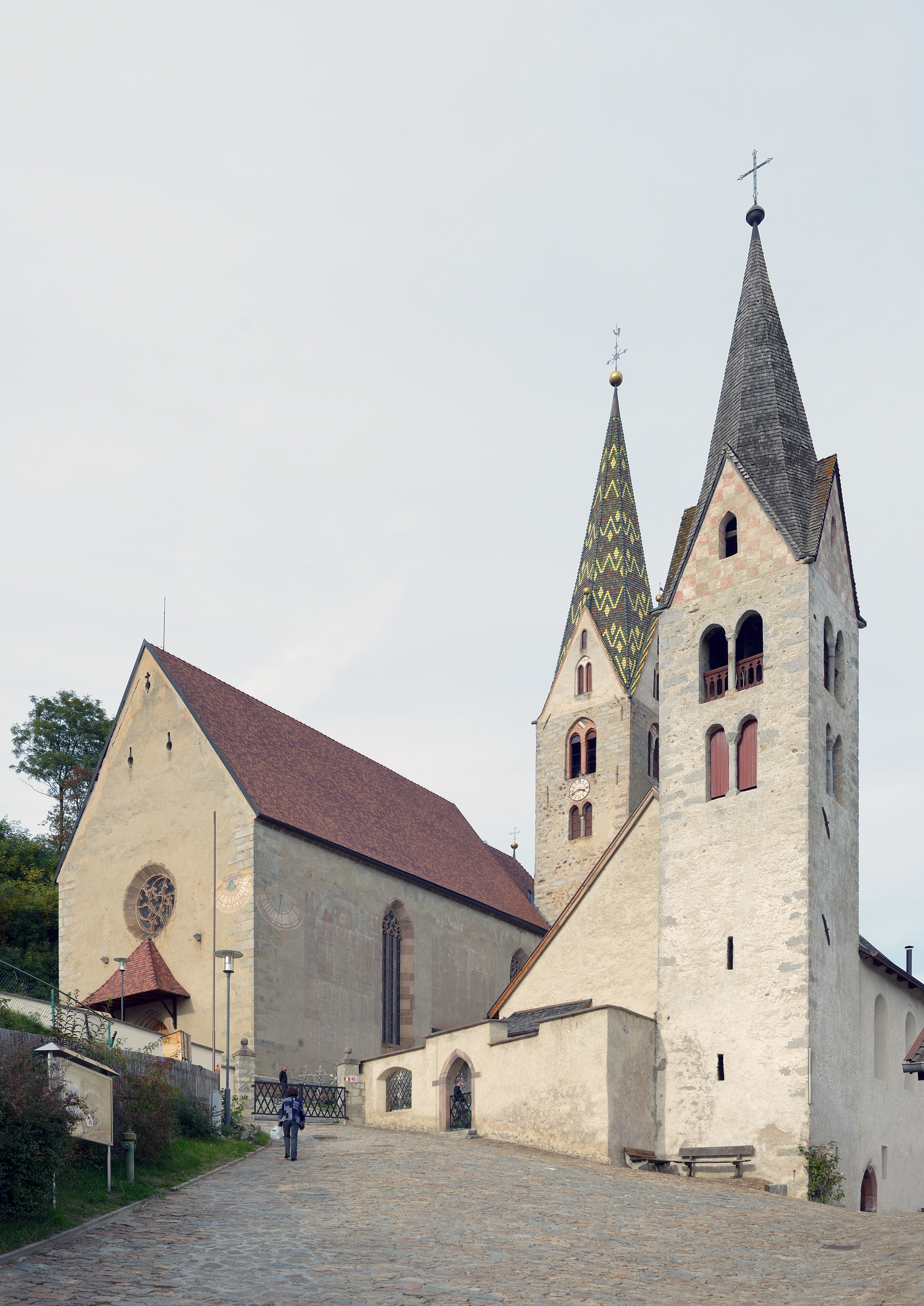
Links die Pfarrkirche St. Stephan, rechts die Friedhofskapelle

## Geschichte

### Frühere Kirchenbauten
Angenommen wird der frühe Bau einer Kirche in Villanders, in einer sehr früh besiedelten Gegend und in der Nähe vom Bischofssitz Säben. Die im Gelände des heutigen Friedhofs nachweisbare romanische Kirche dürfte um 1200 erbaut worden sein. Der heutige Turm bis zu den ersten rundbogigen Schallfenstern ist noch Teil dieser Kirche. Daran talseitig angebaut war das Kirchenschiff. Auf die alten Grundmauern stößt man immer wieder beim Aushub von Gräbern am Friedhof. Die 1891 entdeckte alte Sakristei – sie liegt unter der heutigen Sakristei und ist nicht zugänglich – ist mit gotischen Inschriften aus jener Zeit verziert und hatte einen Zugang zur talseitig gelegenen Kirche.

### Die Kirche von 1520
Beim Kirchenbau von 1517 bis 1521 blieb der alte romanische Turm stehen. Er wurde erhöht, es kamen die spitzbogigen Schallfenster dazu und es wurde ein spitzer Helm aufgesetzt. Er ist 59,8 m hoch. Bergseitig musste ein großer Aushub getätigt werden, um dort Kirchenschiff und Chorraum anbauen zu können.
Eine Großdarstellung des hl. Christophorus und der Madonna mit dem Dorfheiligen Stephanus und Valentin sowie die Sonnenuhr am Südeck des Kirchturms sind kaum noch zu erkennen. Diese Gemälde sind auf 1569 datiert.
Auch innen war die Kirche ursprünglich bemalt. An der Wand hinter der heutigen Kanzel wird das letzte Abendmahl dargestellt. Die heutige neugotische Dekoration wurde 1886 gemalt, der Entwurf stammt von Josef Schmid. 
Baumeister dieser spätgotischen Kirche war wahrscheinlich Benedikt Weibhauser, der auch beim Bau der Klausner St-Andreas-Kirche beteiligt war. Die Bauherren bzw. Stifter der Kirche sind an den wappenverzierten Schlusssteinen am Gewölbe genannt.

### Der Kirchenbrand von 1900
Am 5. März 1900 brach am Mesnerstadel Feuer aus. Durch Funkenflug geriet das Holzdach des Kirchturmes und in Folge auch das Dach des Kirchenschiffes in Brand. Die Gewölbe hielten jedoch stand und so wurde das Kircheninnere nicht stark beschädigt. Mit fast ausschließlich Spendengeldern gelang es der Gemeinde, die Kirche wieder zu restaurieren. Ab dieser Zeit wurden nur mehr Instandsetzungen vorgenommen.

## Ausstattung

### Hochaltar

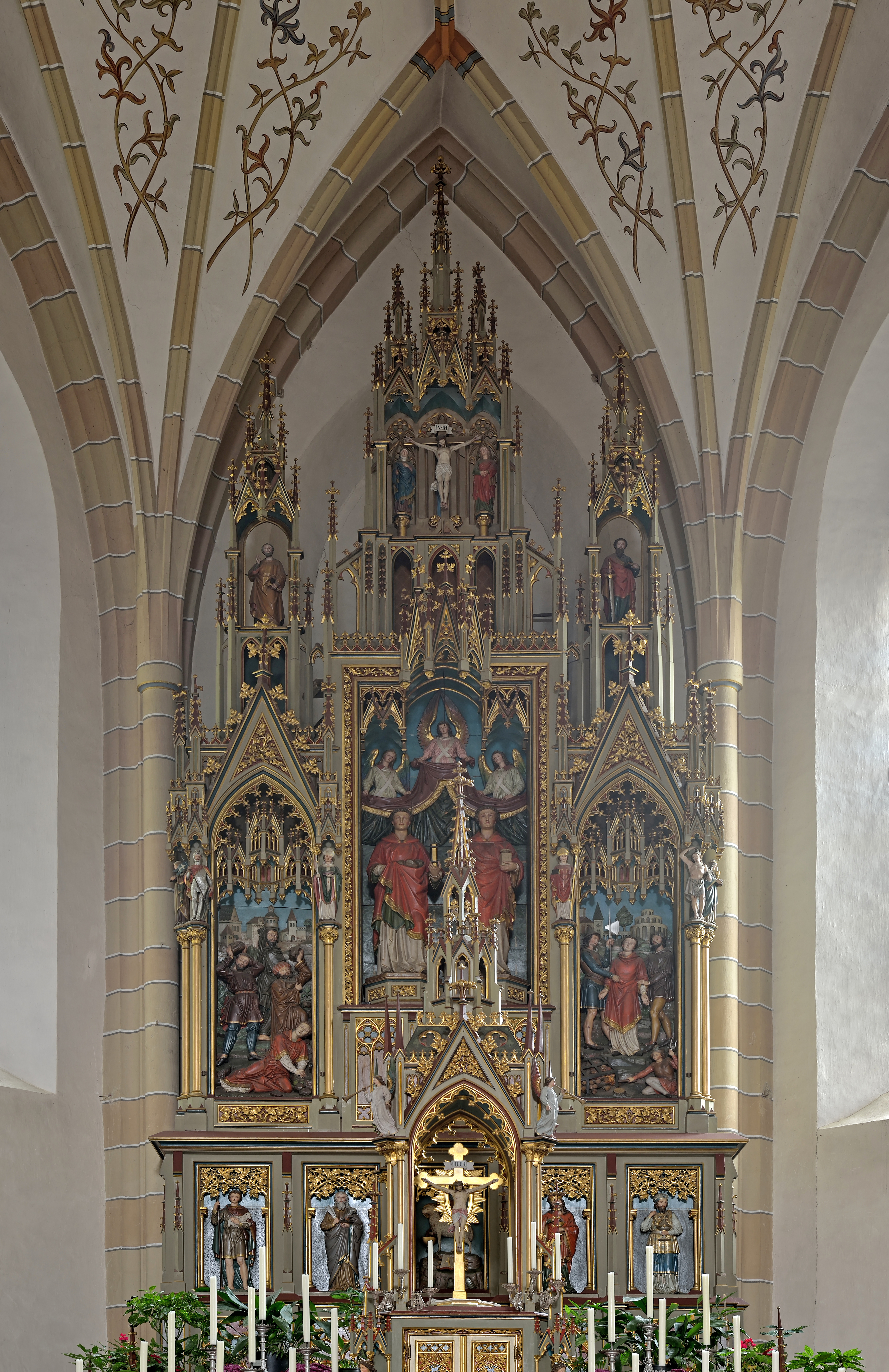
Hochaltar

Der Hochaltar gilt als „ein gutes Beispiel für den gediegenen neugotischen Kunststil“. 1870 beauftragte der Pfarrer Pius Schmid seinen Neffen Josef Schmid, Baurat in Innsbruck, einen neuen Hochaltar zu entwerfen. Angefertigt und aufgestellt wurde er 1884. Die Schnitzereien am hinteren Aufbau, der einer Monstranz gleicht, stammen von Anton Kob aus Bozen. Am Sockel sehen wir kleinere Reliefs von den alttestamentlichen Gestalten Abel, Moses, Melchisedech und Aaron.

### Tafelbild des Barock

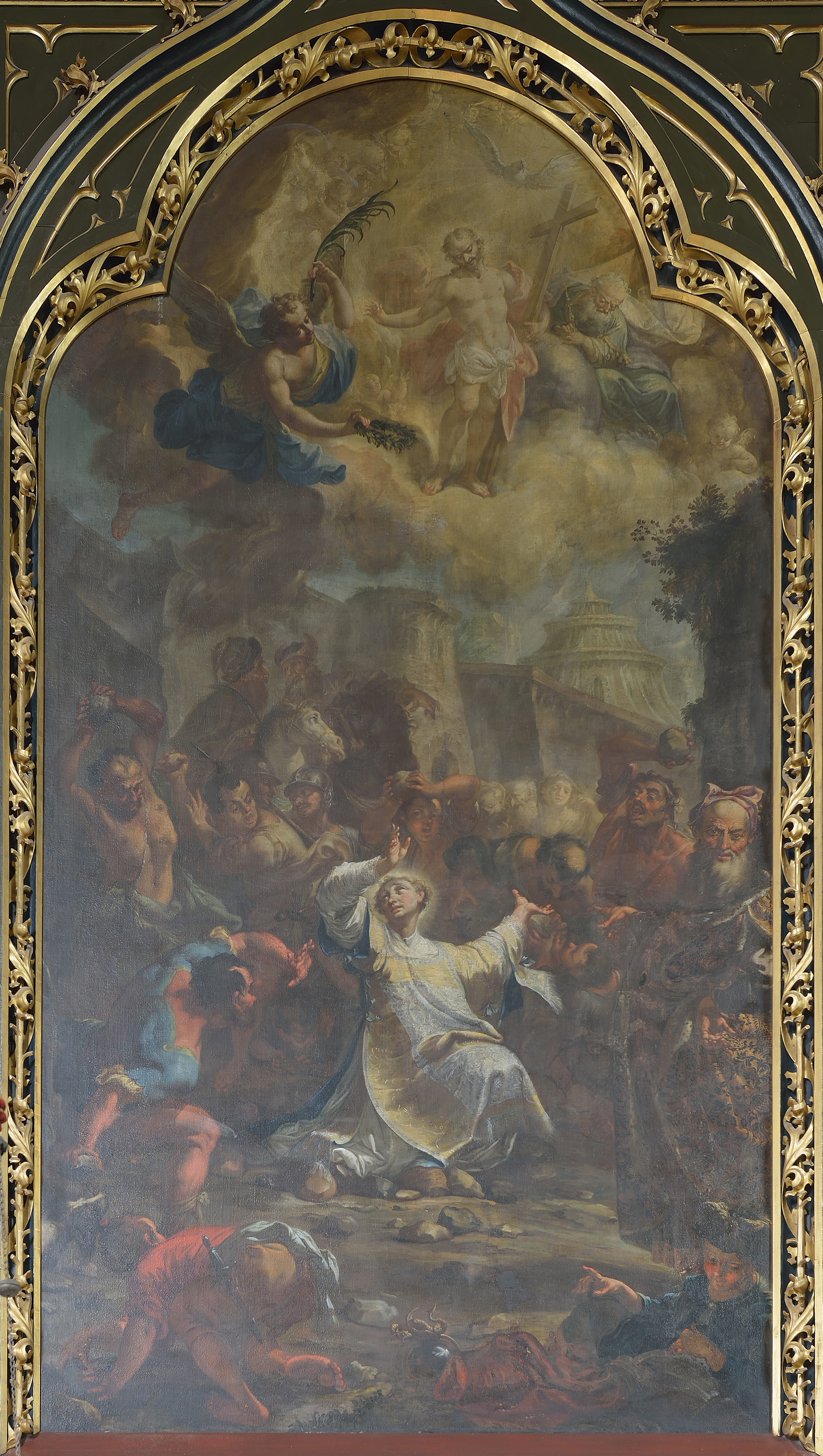
Tafelbild von Franz Sebald Unterberger

Das Mittelbild des ehemaligen Hochaltars hängt nun links vorne im Priesterchor und stellt in wirkungsvollem Helldunkel und in bewegter Komposition die Steinigung des Kirchenpatrons, des hl. Stephanus, dar. Es ist eines der schönsten Tafelbilder des tirolischen Barock und ist ein Werk des berühmten Brixner Künstlers Franz Sebald Unterberger (1706–1776).

### Die zwei neugotischen Seitenaltäre
Früher gab es neben dem Hauptaltar drei weitere Altäre, die den Hl. Nikolaus, Georg und Dorothea geweiht waren. 1903 wurden die zum Teil vom Kirchenbrand beschädigten Seitenaltäre ersetzt. Sie wurden von Anton Weber in Wien entworfen und durch den Kunstschreiner J. Meraner in Klausen angefertigt. Die Schnitzarbeiten besorgte Franz Kobald in Schwaz.
Der linke Seitenaltar ist dem Herzen Marias gewidmet. Neben der Hauptstatue stehen Joachim und Anna, unten als Reliefs die Muttergottes, die dem Hl. Dominikus und der Hl. Theresia von Avila den Rosenkranz reicht.
Am rechten Seitenaltar stellen die seitlichen Figuren neben der Herz-Jesu-Statue den Hl. Aloisius und die Hl. Barbara dar. Darunter ist der Tod Josefs als Relief abgebildet.

### Orgel
Die Orgel wurde 1994 von Franz Zanin aus Camino al Tagliamento erbaut und am 8. Mai 1994 eingeweiht. Sie besitzt eine mechanische Traktur und 28 Register, verteilt auf Hauptwerk, Positiv und Pedal.
| I Hauptwerk C–a3 |       |
| Gedackt Pommer   | 16′   |
| Prinzipal        | 8′    |
| Rohrflöte        | 8′    |
| Spitzgamba       | 8′    |
| Octav            | 4′    |
| Spitzflöte       | 4′    |
| Superoctav       | 2′    |
| Quint            | 1 ⁄3′ |
| Cornett III      |       |
| Mixtur IV        | 1 ⁄3′ |
| Trompete         | 8′    |

| II Positiv C–a3 |        |
| Prinzipal       | 8′     |
| Schwebung       | 8′     |
| Gedackt         | 8′     |
| Octav           | 4′     |
| Rohrflöte       | 4′     |
| Nasat           | 2 ⁄3′  |
| Superoctav      | 2′     |
| Waldflöte       | 2′     |
| Terz            | 1 3⁄5′ |
| Scharf III      |        |
| Dulzian         | 8′     |
| Tremulant       |        |

| Pedalwerk C–f1 |     |
| Subbass        | 16′ |
| Prinzipal      | 8′  |
| Gedackt        | 8′  |
| Octavbass      | 4′  |
| Posaune        | 16′ |
| Trompete       | 8′  |

- Koppeln: II/I, I/P, II/P (Tritte)

## Besonderheiten

### Glasgemälde der Knappen
Am vorderen Seitenfenster sind sechs kulturhistorisch bedeutsame Glasmalereien im Renaissance-Stil (um 1525) zu sehen. In der oberen Reihe sind neben der Madonnendarstellung die Bildnisse der Bergbaupatrone Daniel und Barbara.
Darunter sind das Bergknappen-Wappen und daneben zwei sehr interessante Abbildungen ihrer Arbeitstätigkeit zu sehen.

### Der Taufbrunnen aus der Frührenaissance
Der Taufbrunnen, fast versteckt unter der Empore an der rechten Kirchenwand, ist eine Frührenaissance-Arbeit. Er hat einen dreieckigen Fuß und einen gebauchten Schaft mit Volutenbändern aus weißem Marmor. Die gerippte Schale darüber ist aus rotem Veroneser Marmor. Die Steinmetzarbeit am Fuß zeigt das Wappen des Stifters Gregor Angerer: einen wilden, behaarten Mann mit Krummschwert und in der linken Hand einen abgehauenen Kopf.

### Die barocke Rosenkranz-Madonna
An der Nordwestwand des Kirchenschiffes hängt eine würdige Darstellung der Muttergottes, umgeben von einem großen Schnitzrahmen mit Spitzblattranken. Die 15 Ölbilder geben die Geheimnisse des Rosenkranzes wieder (sie orientieren sich am franziskanischen Rosenkranz). Es ist eine prächtige hochbarocke Arbeit aus der Zeit um 1700, die früher in der Michaelskapelle hing und wohl von einem Bergwerksinhaber oder von den Knappen der Pfarre Villanders gestiftet wurde. Die Madonna dürfte eine Arbeit des Bildhauers Adam Baldauf sein, der 1615 einen frühbarocken Hochaltar für die Kirche schuf, von dem sich noch ein Hl. Michael (als Prozessionsfigur in Verwendung) und der Hl. Stephanus erhalten haben.

## Der Friedhof

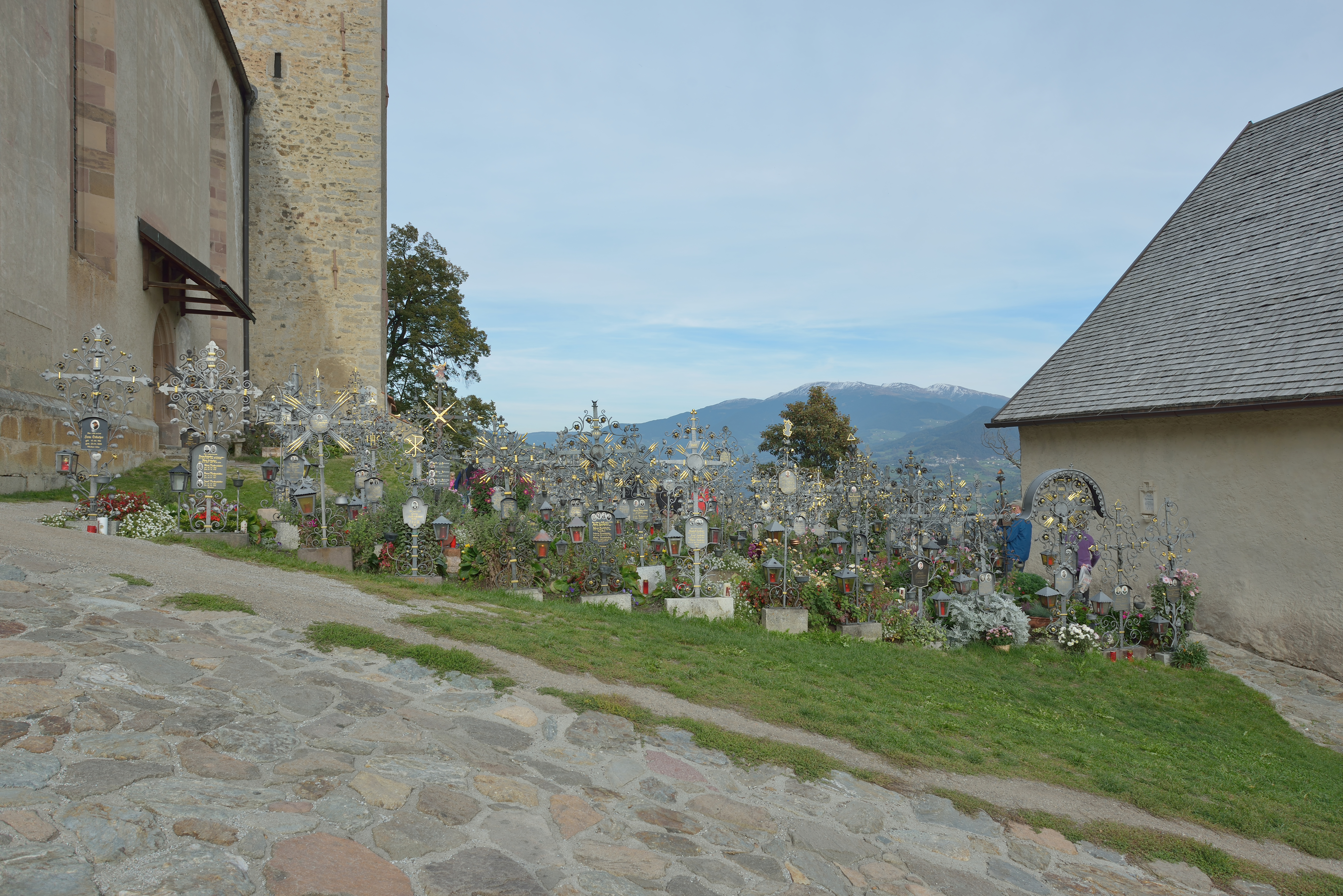
Der Friedhof von Villanders

Der Friedhof gilt durch seine ausnahmslos schmiedeeisernen Grabkreuze, die einheitliche Größe der Gräber, die Pflege und die Lage als Sehenswürdigkeit des Dorfs. Eine Besonderheit der Anlage besteht darin, dass die Grabkreuze verkehrt eingesetzt sind: Die Toten werden mit dem Kopf nach Westen hin und mit den Füßen gegen Osten bestattet, das Grabkreuz darüber ist aber vom Grabhügel abgewandt. Eine mögliche Erklärung könnte sein, dass die alte Bestattungsform (Kopf im Westen, Blick nach Osten) auch dann noch beibehalten wurde, als man anfing, die Grabkreuze zu den über die Dorfgasse eintretenden Besuchern hin zu drehen. 
Der Eingang zum Friedhof und die Umfriedungsmauer wurden 1924 auf Vorschlag des Brixner Propstes Adrian Egger errichtet.